# Hôtel Magnus
La Maison Magnus est une maison berlinoise du quartier de Mitte, construite il y a plus de 250 ans. Ce monument classé a été au XIXe siècle le domicile et le laboratoire du physicien Heinrich Gustav Magnus. Magnus y a organisé en 1845 le premier colloque de la Deutsche Physikalische Gesellschaft.

## L'emprise
La maison Magnus occupe le n°7  Am Kupfergraben, le long d'un bras de la Spree, face au musée de Pergame. L'aile gauche du bâtiment donne sur la Dorotheenstraße, l'aile droite sur la Bauhofstraße. Le fond de jardin donne sur un chemin reliant ces deux rues. La superficie totale de la propriété est de 3 780 m2.

## L'immeuble
On ignore si cet hôtel particulier résulte de l'agrandissement d'une maison plus ancienne, ou s'il s'agit d'un édifice entièrement neuf. Toujours est-il qu'il doit son aspect actuel à Johann Boumann, qui s'inspira en 1753 de projets à l'aquarelle de Georg Wenzeslaus von Knobelsdorff. Il en résulte un immeuble à deux étages, prolongé d'une dépendance en biais comprenant une remise pour voiture à chevaux et des écuries. Le commanditaire d'origine est Frédéric II, qui mit la propriété à disposition de son serviteur Johann Friedrich Westphal.

### Le sous-sol
Le sous-sol (la cave), construit en parpaings de grès, est ajouré de quelques vasistas donnant à 40 cm au-dessus du niveau de la chaussée. Les pièces du sous-sol, outre la cuisine et des toilettes, servaient à l'origine de logement aux domestiques.

### Le premier étage

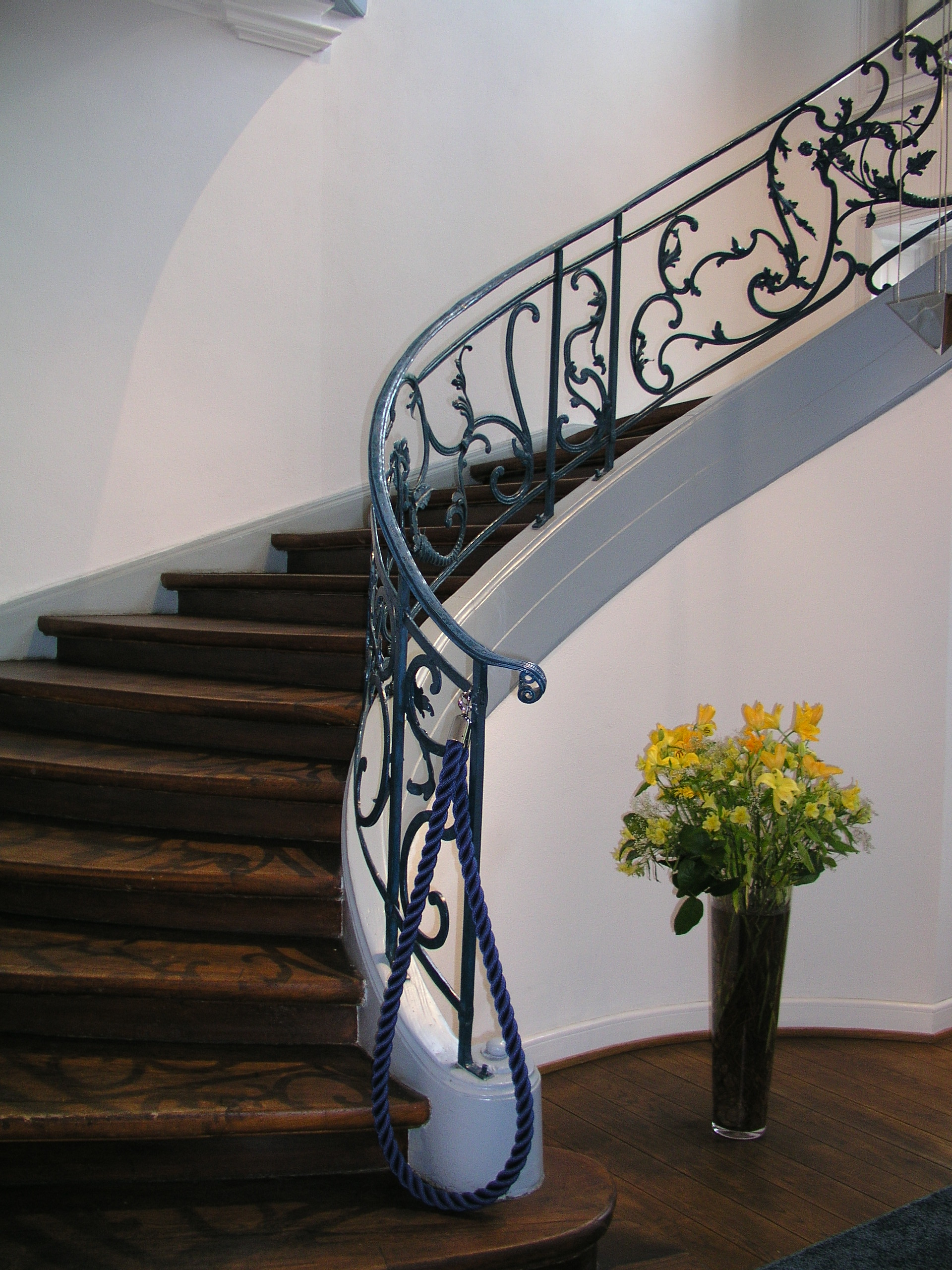
Les escaliers en colimaçon.

Le somptueux premier étage comportait à l'origine au moins huit grandes pièces et trois escaliers. L'escalier principal en colimaçon, à la rambarde en ferronnerie rococo, inchangé depuis la construction, permet d'accéder au second étage.

### Deuxième étage et combles
D'après les plans d'origine, l'aile gauche de l'immeuble ne s'étendait à cet étage que jusqu'aux dépendances ; les pièces jusqu'à la Dorotheenstraße étaient sous les combles. C'est lors des travaux d’agrandissement entrepris en 1822 par l'architecte Günther que le second étage et le retour d'aile, enfermant la cour, fut édifié dans le style classique. Deux pièces plus petites, sous les combles, viennent compléter l'ensemble.
Les nombreux travaux de réparation et d'aménagement (les derniers datent de 1993-94) ont montré qu'il y avait au premier étage une grande salle de conférence prévue pour 120 personnes et trois antichambres ; au second étage, deux petites salles de réunion pour une vingtaine de personnes et plusieurs pièces plus petites, à vocation polyvalente.

### La cour et les dépendances
Il y a une entrée latérale sur la Bauhofstraße qui servait autrefois pour les calèches. La remise est une construction de style avec un toit en charpente d'excellente facture. Il y avait au XIXe siècle, à l’emplacement de cette remise, une petite estrade. L'ancienne écurie a été remplacée au XXe siècle par un restaurant, « La Remise », pour environ 40 convives.

## La façade

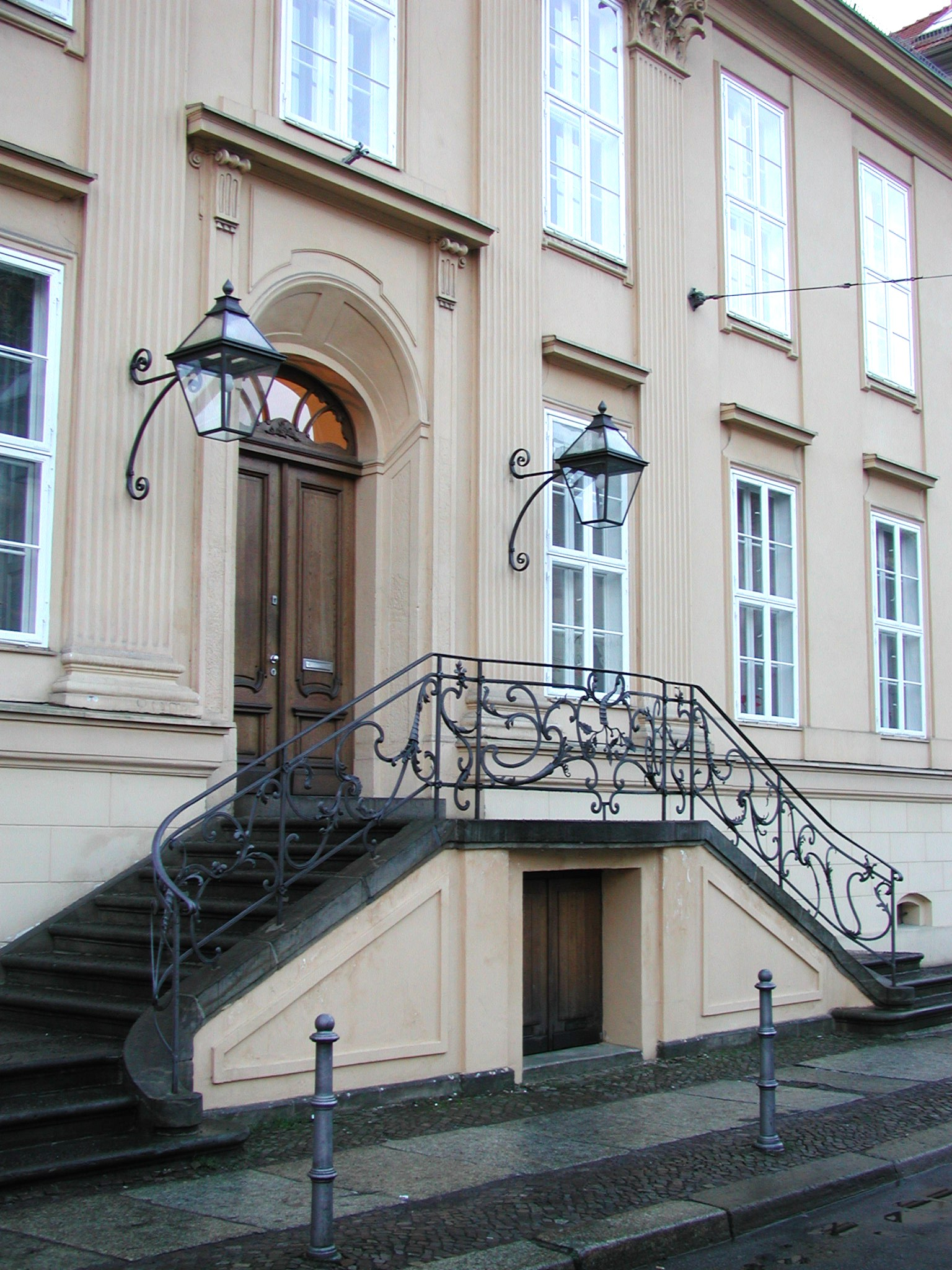
L'entrée principale et son ornementation corinthienne.

La façade est rythmée de pilastres corinthiens et de baies placées symétriquement. Cette façade se prolonge à gauche par une aile nipartite. L'entrée principale est formée d'un risalto centré en hauteur avec des escaliers extérieurs à deux volées et d’un porche voûté qui mène au premier étage.

## Fonction duXVIIIeauXIXesiècle
Les premiers occupants étaient la famille de l'officier du roi Westphal, puis le mathématicien Joseph-Louis Lagrange, qui fut de 1766 à 1787 directeur de l’Académie royale des sciences de Prusse.
En 1822, l'architecte August Adolf Günther racheta la propriété, et la revendit en 1840 au physicien Gustav Magnus. Magnus profita de la taille de cet immeuble pour y aménager en 1842 un cabinet de physique où il pourrait poursuivre ses recherches. Les pièces restantes lui permettaient d'inviter ses étudiants pour y organiser des colloques et des cours. Cette intense activité scientifique est à l'origine de la création, en 1845 (dans un local de la Französische Strasse), de la Deutsche Physikalische Gesellschaft (DPG).

## Les occupants jusqu'en 1945

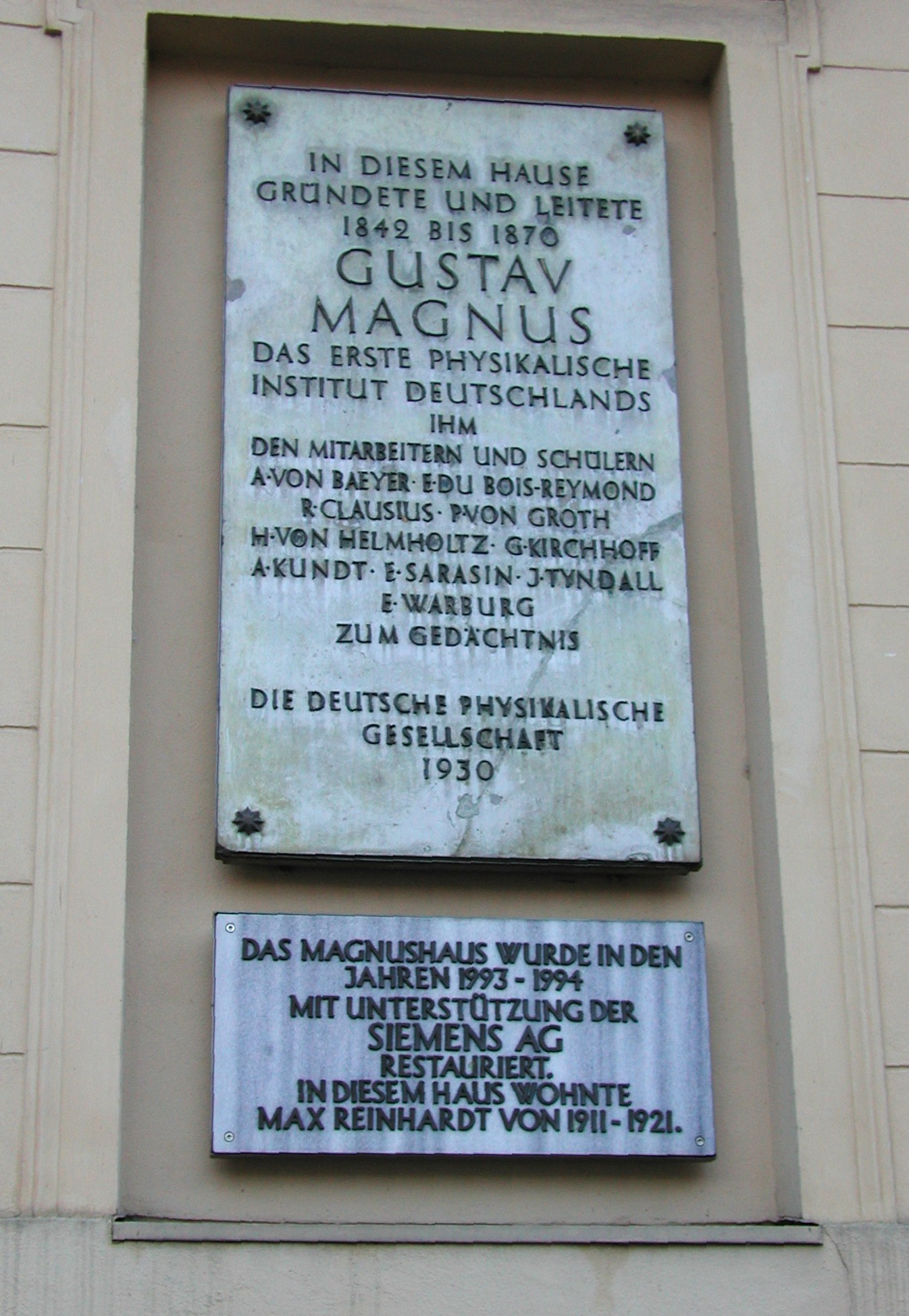
Plaque commémorative au fronton de la maison Magnus.

L'immeuble devint en 1908 la résidence du germaniste Rochus von Liliencron, qui la revendit peu avant sa mort, en 1911, au royaume de Prusse. L'occupant suivant de ce qu'on appela désormais la „Magnus-Haus“ fut le réalisateur Max Reinhardt, qui occupa le premier étage jusqu'en 1921.
En 1927-28, d'importants travaux de réparation mirent un terme au délabrement croissant des locaux. En 1930, l'Association des Physiciens allemands fit apposer une plaque commémorative au fronton du bâtiment, en hommage à l’œuvre de Magnus et de ses disciples. En 1934, à la suite des persécutions politiques, les trop nombreuses démissions parmi les 1300 membres de la Physikalische Gesellschaft laissèrent les finances de l’association exsangues, et la Maison Magnus fut confiée aux bons soins de l'université de Berlin. Bien que la DPG puisse poursuivre ses activités grâce à l'élection de présidents (tels Carl Ramsauer) « fidèles au regime », et qu'elle obtienne quelques subsides, elle dut suspendre définitivement ses réunions en 1945. La maison Magnus avait perdu tout intérêt.

## Après la deuxième guerre mondiale
Après la capitulation allemande, la maison Magnus servit au moins jusqu'en décembre 1946 de local d'interrogatoire pour le groupe opérationnel 1 de la NKVD de Berlin, responsable du district Berlin-Mitte. La prison, dépourvue de toilettes et non chauffée, se trouvait dans la cave. Puis au mois de septembre 1949, l'autorité d'occupation remit l'immeuble à une « Association pour l'amitié soviéto-allemande », qui l'occupa jusqu'en 1952.
Les Alliés avaient proclamé la dissolution de tous les partis et organisations d'Allemagne, et donc celle de la DPG. En 1946, la Physikalische Gesellschaft fut rétablie, mais seulement dans les secteurs d'occupation ouest : elle forma en 1950 le Verband Deutscher Physikalischer Gesellschaften, puis enfin en 1963, la Deutsche Physikalische Gesellschaft fut rétablie en RFA.

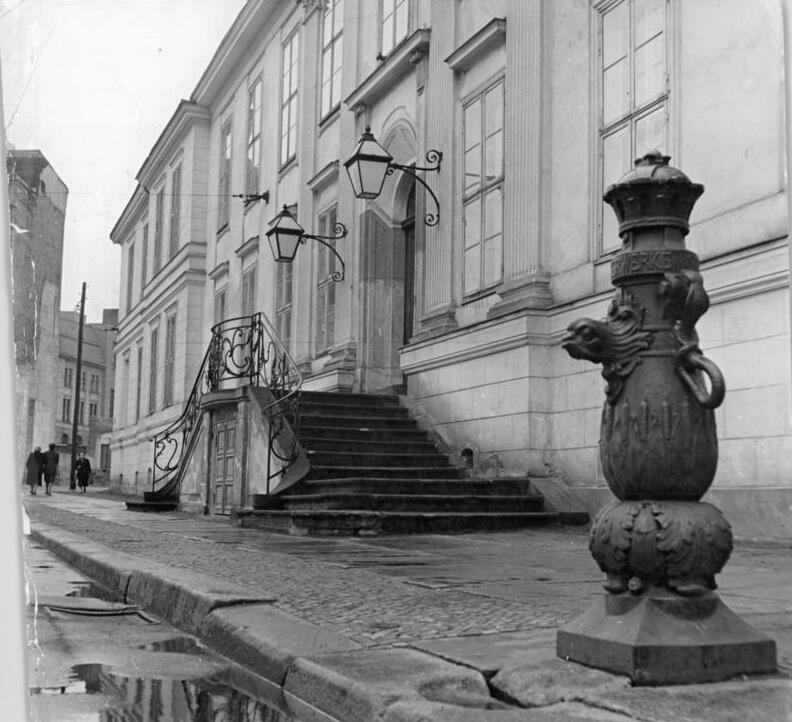
La façade en 1958

À Berlin-est et dans la Zone d'occupation soviétique, on rétablit en 1952 une association qui se consacrait principalement au développement de la physique : la Physikalische Gesellschaft der DDR. À l'occasion du centenaire de Max Planck, qui avait longtemps été président de la DPG, la maison Magnus put dès 1958 redevenir le siège de l'association. On baptisa la bibliothèque Max-Planck-Bibliothek, et l'immeuble prit aussi quelques années ce nom. Toujours à cette occasion, le physicien soviétique Abraham Joffé fit restituer les œuvres complètes de Planck, confisquées par l'Armée rouge, à cette Physikalische Gesellschaft : cela représentait au total 1 000 volumes, où l'on trouvait lexiques, dictionnaires, manuscrits, les classiques de la physique du XIXe siècle, des abrégés, des articles de Planck ainsi que des discours prononcés en son honneur.
La Physikalische Gesellschaft de RDA déploya une activité considérable, publiant plusieurs revues scientifiques, invitant de nombreux savants étrangers pour donner des conférences à Berlin-est comme le physicien atomiste italien Bruno Pontecorvo en 1965.

## Depuis 1990

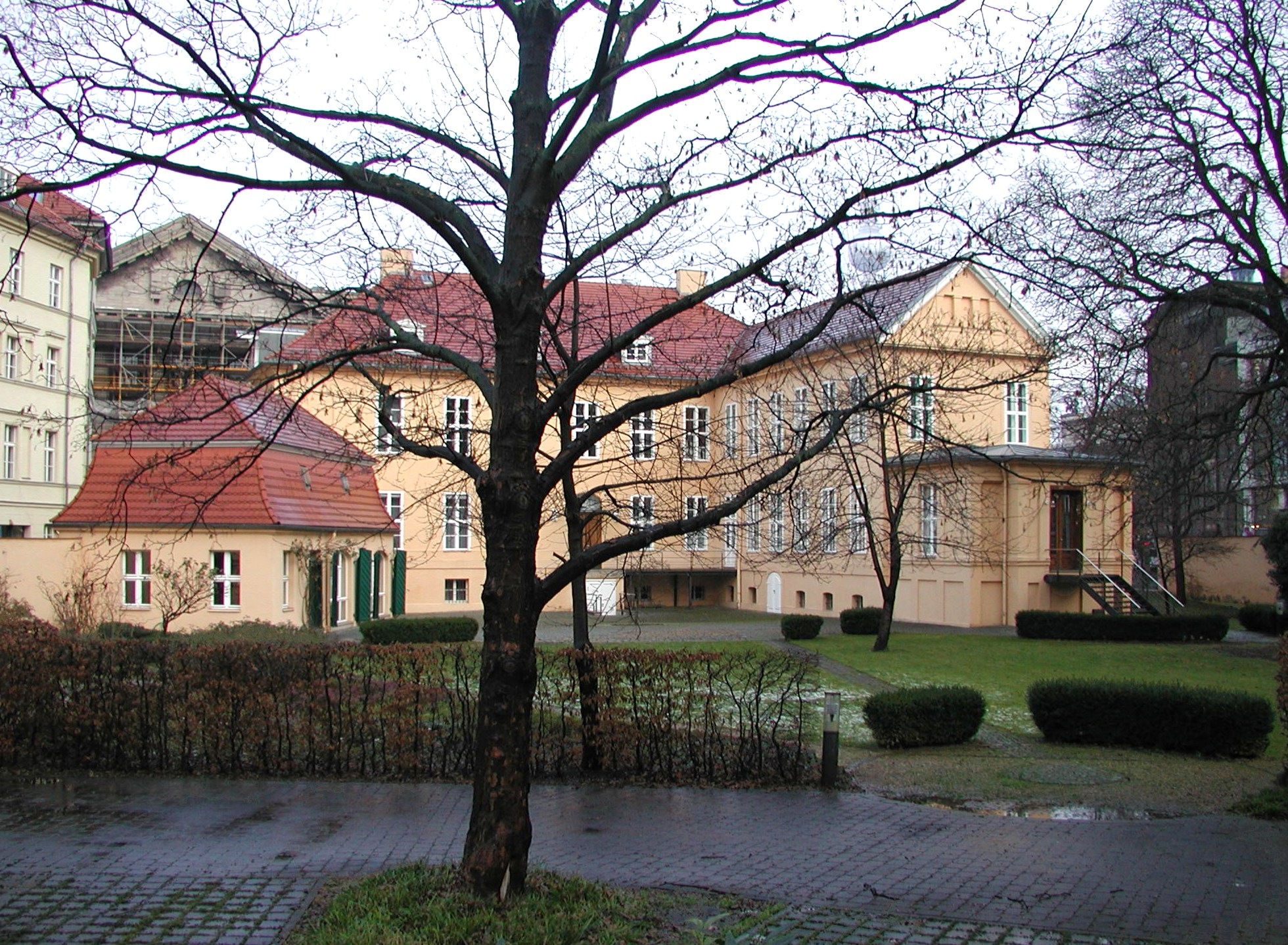
La maison Magnus côté cour et ses anciennes écuries.

Depuis la fusion des deux associations de physiciens, est et ouest-allemandes, l'hôtel Magnus, jusque-là propriété du Land de Berlin, a été restitué à la nouvelle Deutsche Physikalische Gesellschaft (DPG). Un financement exceptionnel de Siemens AG et une campagne de levée de fonds ont permis de réparer entièrement l'édifice en 1993-94 et d'en faire le centre de conférences de la Deutsche Physikalische Gesellschaft.